# Chiesa di San Maurizio (Tizzano Val Parma)
La chiesa di San Maurizio è un luogo di culto cattolico dalle forme neoclassiche, situato in strada Ca' Pessini a Carobbio, frazione di Tizzano Val Parma, in provincia e diocesi di Parma; è sede di una parrocchia compresa nella zona pastorale della Montagna.

## Storia
Il luogo di culto originario fu eretto in epoca medievale; la più antica testimonianza della sua esistenza risale al 1230, quando la Capelle de Caroblo fu menzionata nel Capitulum seu Rotulus Decimarum della diocesi di Parma tra le dipendenze della pieve di Tizzano.
Nel 1494 fu menzionata per la prima volta l'intitolazione dell'edificio a san Maurizio martire, nel Regesto antico diocesano.
Nel 1564 il tempio, unito alla chiesa di Santa Giustina di Casola, fu elevato a sede parrocchiale; tale condizione si mantenne fino al 1621, quando i due luoghi di culto furono separati costituendo due parrocchie autonome.
Nella prima metà del XIX secolo furono avviati i lavori di ricostruzione della chiesa di Carobbio, su finanziamento di un segretario della duchessa Maria Luigia, ma il cantiere fu interrotto in seguito alla sua morte e l'edificio rimase incompiuto.
Nel 1855 il tempio fu travolto e distrutto da una frana; nel 1861 furono intraprese le opere di riedificazione della chiesa, che fu completata nel 1866.
Tra il 1923 e il 1924 fu eretto il campanile sul retro del luogo di culto.
Nel 1964 l'edificio fu interessato da lavori di restauro e ristrutturazione delle coperture.

## Descrizione

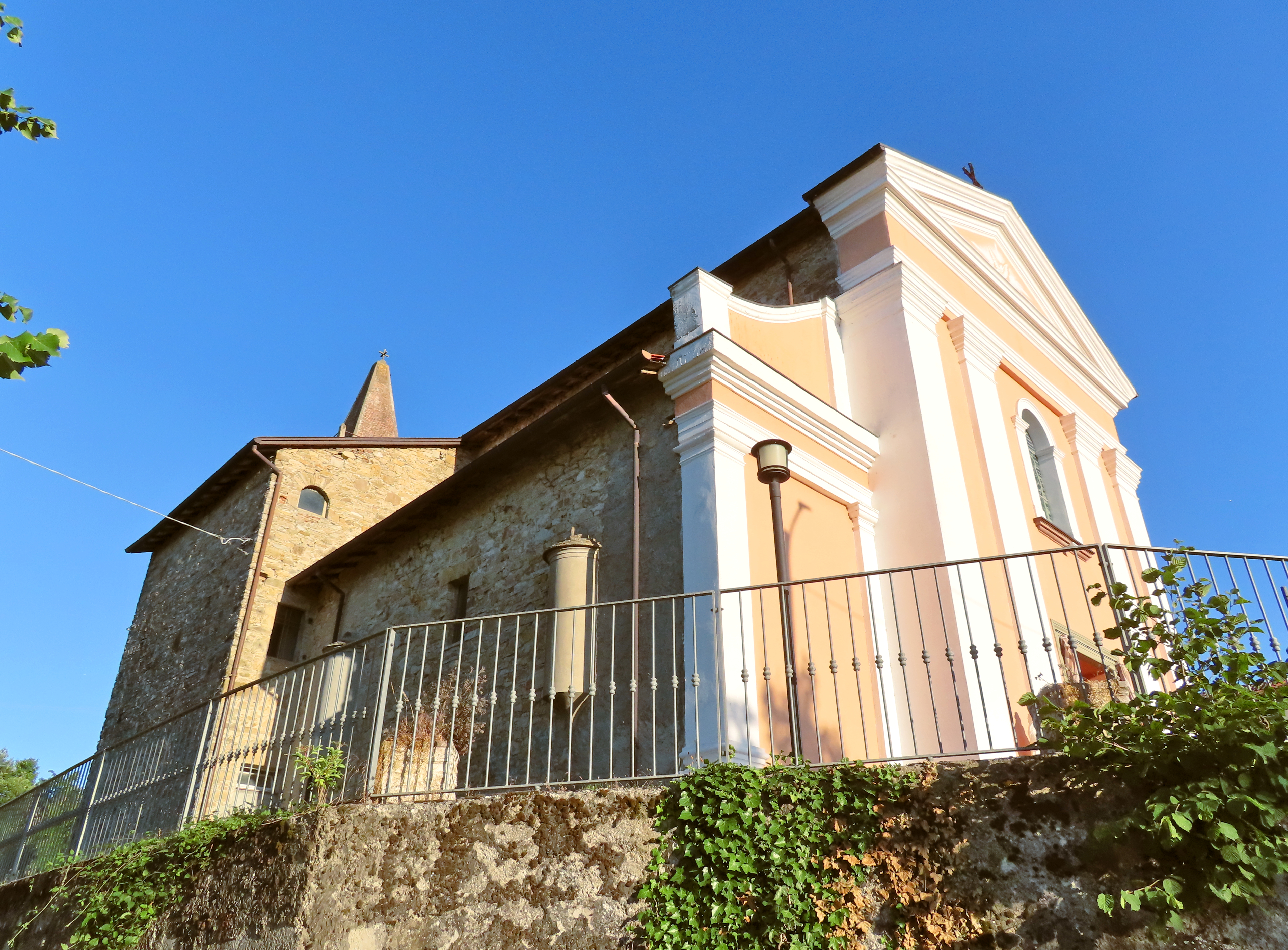
Facciata e lato nord

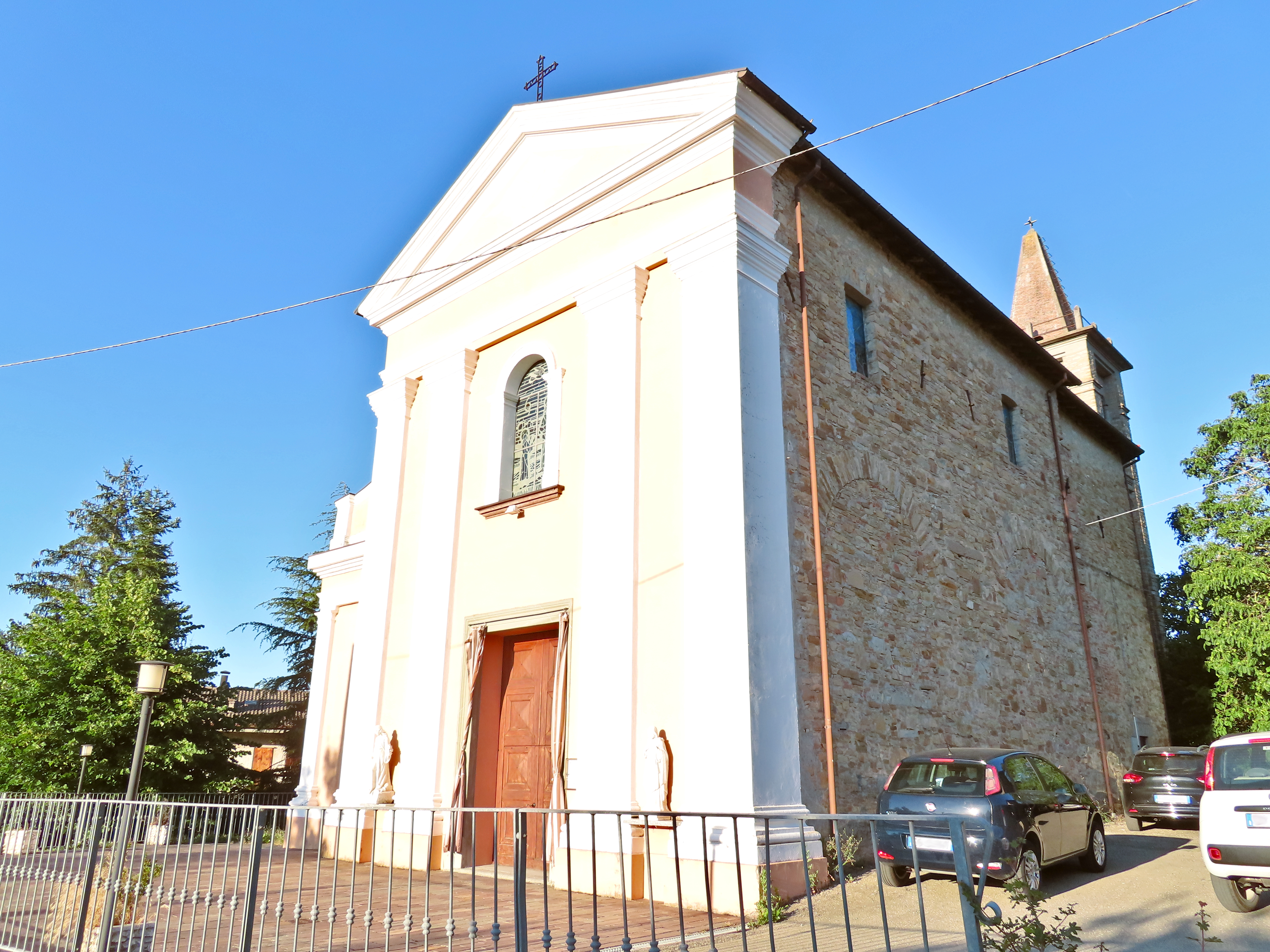
Facciata e lato sud

La chiesa si sviluppa su un impianto a navata unica affiancata da tre cappelle sulla sinistra, con ingresso a ovest e presbiterio absidato a est.
La facciata, interamente intonacata, è costituita dall'alto corpo principale simmetrico a capanna, affiancato sulla sinistra dal più basso volume delle cappelle laterali. L'avancorpo, tripartito da quattro lesene doriche, presenta nel mezzo l'ampio portale d'ingresso, affiancato da una cornice modanata; più in alto si apre una finestra ad arco a tutto sesto, delimitata da due lesene doriche; in sommità si staglia il grande frontone di coronamento, sormontato nel mezzo da una croce metallica. Il volume sulla sinistra, delimitato all'estremità da una lesena dorica a sostegno di una fascia marcapiano orizzontale modanata, è coronato da una voluta che nasconde lo spiovente del tetto.
I fianchi sono rivestiti in pietra; sul retro, dietro all'abside poligonale, si erge isolato il campanile in pietra, arricchito da paraste in corrispondenza degli spigoli; la cella campanaria si affaccia sulle quattro fronti attraverso ampie trifore scandite da colonnine; a coronamento, racchiusa da una balaustra perimetrale, si eleva nel mezzo una guglia piramidale in mattoni.
All'interno la navata, coperta da una volta a botte lunettata dipinta, è scandita lateralmente da una serie di arcate alternate a lesene doriche, a sostegno del cornicione perimetrale in aggetto; sulla sinistra si affacciano le cappelle laterali, chiuse superiormente da volte a botte.
Il presbiterio, lievemente sopraelevato, è preceduto dall'arco trionfale, retto da due paraste doriche; l'ambiente, coronato da una volta a botte affrescata, accoglie nel mezzo l'altare maggiore ottocentesco in laterizio dipinto con motivi a finto marmo, riadattato a mensa in ottemperanza alle disposizioni del concilio Vaticano II; sul fondo l'abside a pianta pentagonale, coperta dal catino dipinto, è illuminata da due ampie monofore a tutto sesto.
La chiesa conserva alcune opere di pregio, tra cui oli, una Via Crucis del XVIII secolo, un'acquasantiera settecentesca in marmo, il coro ligneo a 19 stalli del 1902, un altare ligneo seicentesco dedicato a santa Lucia e un'ancona dipinta risalente alla fine del XVII secolo.